# Romain Salin
Romain Salin (Mayenne, 29 luglio 1984) è un ex calciatore francese, di ruolo portiere.

## Carriera
Ha giocato in varie squadre nella massima serie portoghese.

## Palmarès

### Competizioni nazionali
- Coppa di Lega portoghese: 2

Sporting Lisbona: 2017-2018, 2018-2019
- Coppa del Portogallo: 1

Sporting Lisbona: 2018-2019